# Retrato de Chandos
O Retrato de Chandos é um dos mais famosos retratos que supostamente representam o dramaturgo e poeta inglês William Shakespeare (1564-1616). O nome pelo qual é conhecido o quadro deriva de James Brydges, 3o Duque de Chandos, um dos seus primeiros donos.
Pintado por volta de 1610, o retrato é o único que pode ter sido realizado durante a vida de Shakespeare. Também pode ter sido a base da gravura que representa o poeta no First Folio de 1623, uma edição de suas obras. Não se conhece o autor da pintura. Pode ter sido  John Taylor (m. 1651), artista contemporâneo do dramaturgo de Romeu e Julieta.
O retrato encontra-se hoje na National Portrait Gallery de Londres, sendo o primeiro adquirido pela galeria em 1856, ano de sua fundação.